# Dünstekoven
Dünstekoven est un village allemand, situé entre Bonn et Aix-la-Chapelle dans la Rhénanie-du-Nord-Westphalie. Le village compte 620 habitants (2008) et est une partie de la commune de Swisttal.